# Beverly Hills : BH90210
Ne doit pas être confondu avec 90210 Beverly Hills : Nouvelle Génération ou Beverly Hills 90210.
Cet article concerne le reboot de 2019. Pour la série originale de 1990, voir Beverly Hills 90210.
90210
Beverly Hills : BH90210 (BH90210) est une série télévisée américaine en six épisodes de 42 minutes créée par Jennie Garth, Tori Spelling, Mike Chessler et Chris Alberghini, diffusée entre le 7 août et le 11 septembre 2019 sur le réseau FOX et en simultané sur le réseau Global au Canada.
Elle met en scène plusieurs acteurs principaux de la série Beverly Hills 90210 (1990-2000), Jason Priestley, Shannen Doherty, Jennie Garth, Ian Ziering, Gabrielle Carteris, Brian Austin Green et Tori Spelling, qui jouent ici leur propre rôle dans des intrigues fictives,.
En Belgique, la série est diffusée à partir du 4 novembre 2019 sur RTL Play, en France dès le 10 novembre 2019 sur TMC, et le mercredi 29 juillet 2020 sur TF1, et au Québec dès le 17 août 2020 sur Prise 2. Elle reste inédite dans les autres pays francophones.

## Synopsis

Logo de la série originale

19 ans après l'arrêt de la célèbre série télévisée Beverly Hills 90210, les acteurs Jason Priestley, Shannen Doherty, Jennie Garth, Ian Ziering, Gabrielle Carteris, Brian Austin Green et Tori Spelling se retrouvent lors d'une convention de fans à Las Vegas. Ces retrouvailles ne sont pas de tout repos, alors qu'un reboot de la série est envisagé. De plus, chacun doit faire face à ses propres problèmes personnels : Tori Spelling n'aurait plus assez d'argent pour subvenir aux besoins de sa grande famille, Jennie Garth tente de cacher son énième divorce à la presse, Gabrielle Carteris n'assume pas d'être devenue grand-mère, Ian Ziering est marié à une femme plus présente dans les médias que lui-même alors que Brian Austin Green, désormais homme au foyer, découvre que son physique pourrait relancer sa carrière.

## Distribution

### Acteurs principaux
- Gabrielle Carteris (VF : Sophie Gormezano) : elle-même / Andrea Zuckerman
- Shannen Doherty (VF : Anne Rondeleux) : elle-même / Brenda Walsh
- Jennie Garth (VF : Emmanuelle Pailly) : elle-même / Kelly Taylor
- Brian Austin Green (VF : Gilles Laurent) : lui-même / David Silver
- Jason Priestley (VF : Luq Hamet) : lui-même / Brandon Walsh
- Tori Spelling (VF : Edwige Lemoine) : elle-même / Donna Martin
- Ian Ziering (VF : Mathias Kozlowski) : lui-même / Steve Sanders

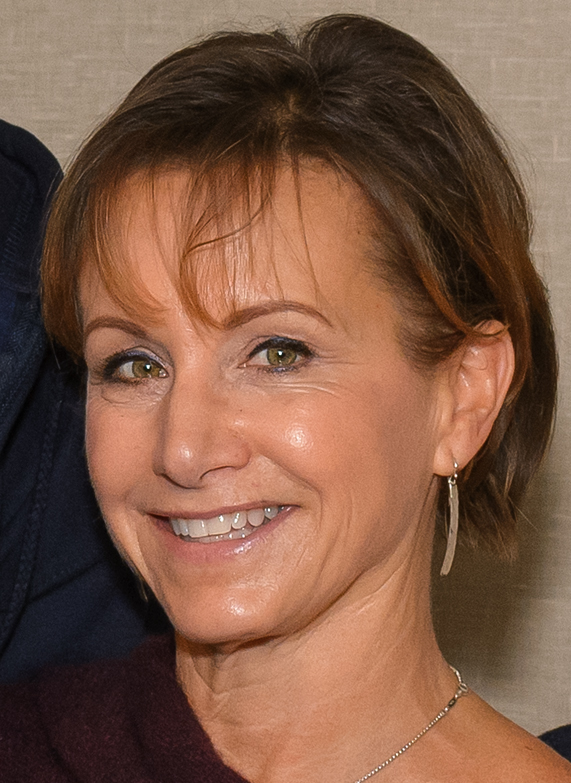
Gabrielle Carteris
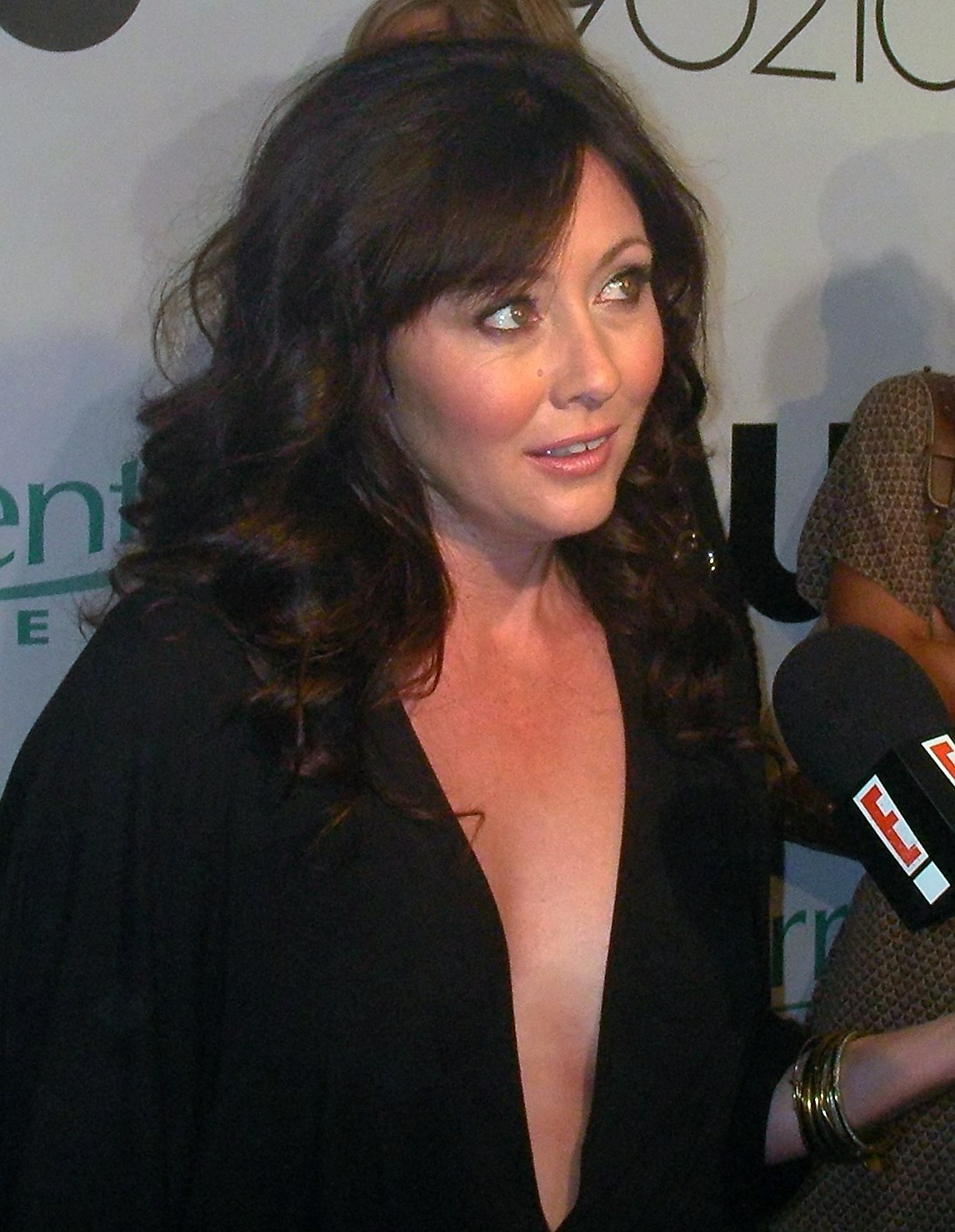
Shannen Doherty
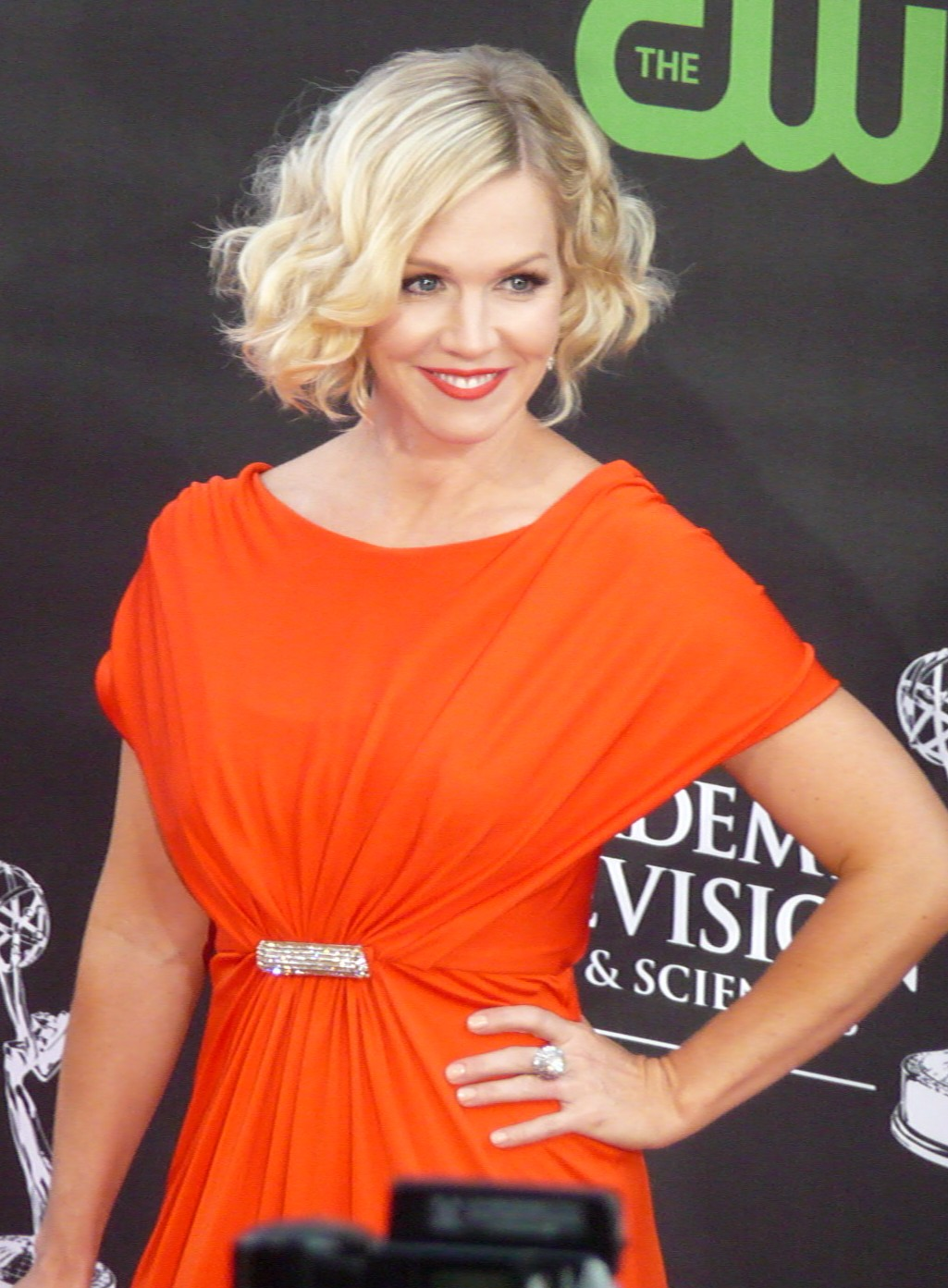
Jennie Garth
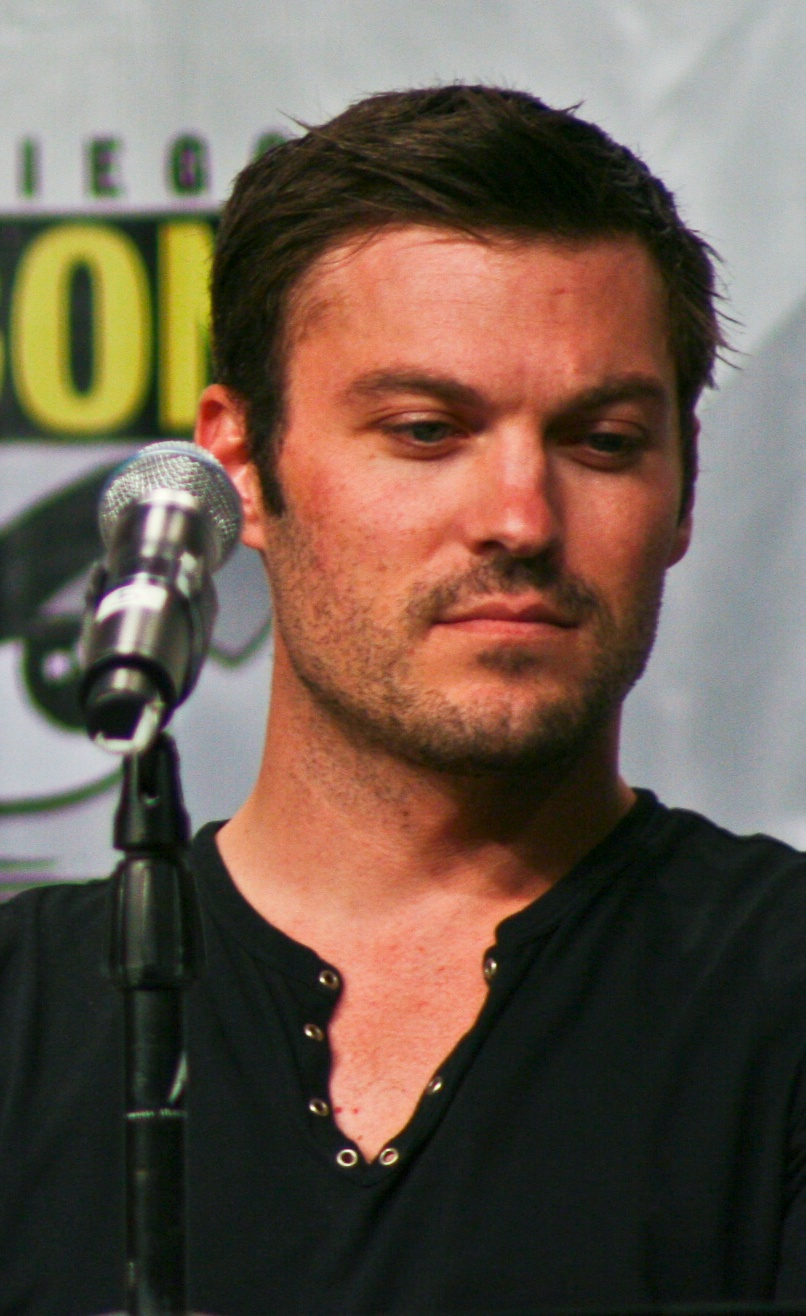
Brian Austin Green
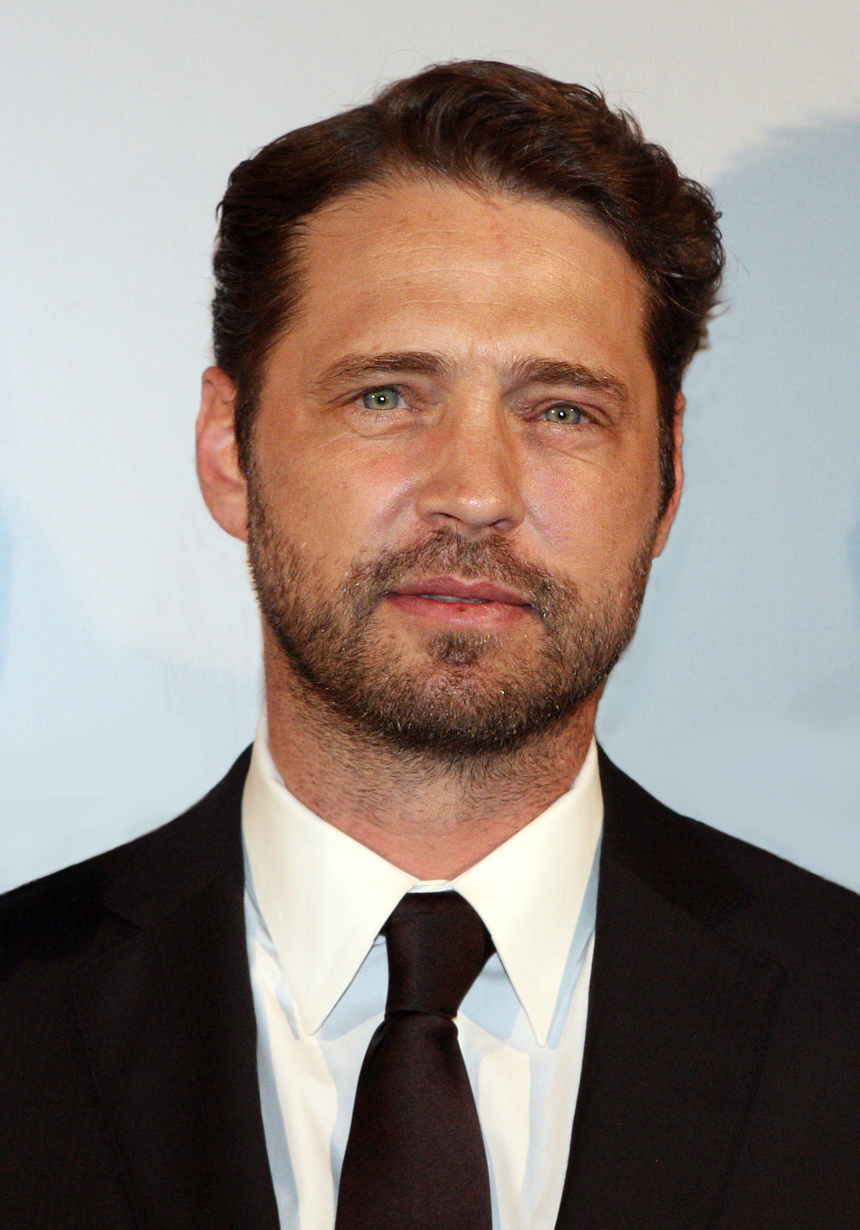
Jason Priestley
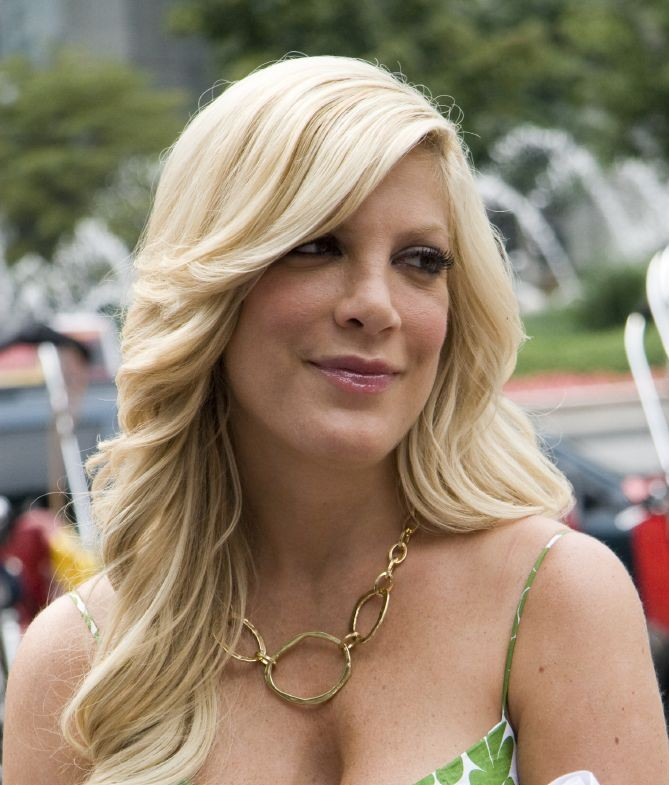
Tori Spelling
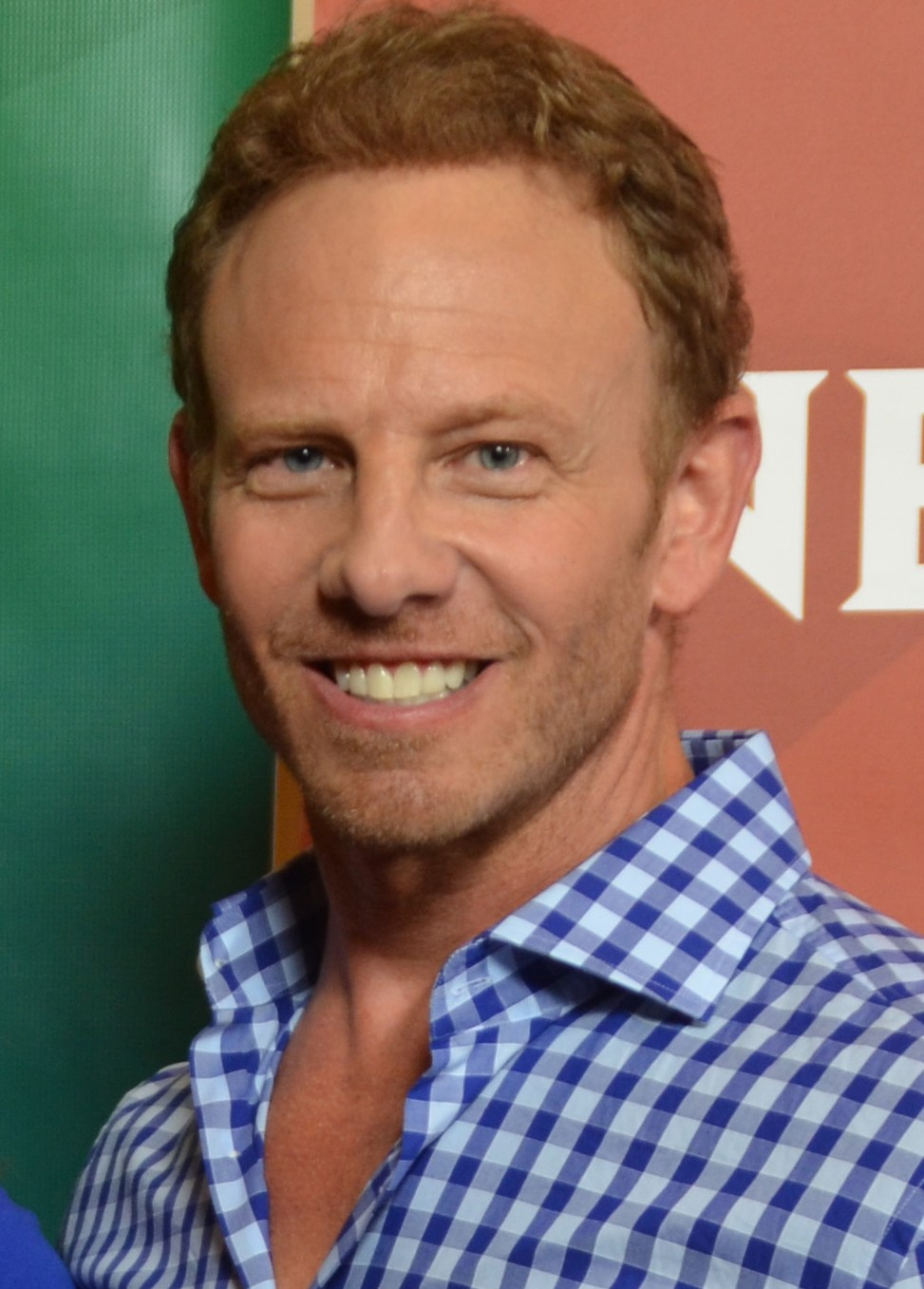
Ian Ziering

### Acteurs récurrents et invités
- Ty Wood (VF : Julien Rampon) : Zach
- Christine Elise McCarthy (VF : Laurence Crouzet) : elle-même / Emily Valentine
- La La Anthony (VF : Stéphanie Lafforgue) : Shay, la femme (fictive) de Brian Austin Green
- Ivan Sergei (VF : Adrien Antoine) : Nate, le mari (fictif) de Tori Spelling
- Vanessa Lachey (VF : Karine Texier) : Camille, la femme (fictive) de Jason Priestley
- Karis Cameron (VF : Camille Timmerman) : Kyler Norris, fille de Jennie Garth
- Natalie Sharp (VF : Lou Lévy) : Anna
- David Cubitt (VF : Bruno Magne) : Phil
- Brendan Penny (VF : Marc Arnaud) : Wyatt Jackson
- Tahmoh Penikett : Jack Carlisle (épisodes 1 et 2)
- Evan Roderick : Chaz Bryant (épisodes 1 et 2)
- Jenna Rosenow (VF : Laura Préjean) : Stacey, la femme (fictive) de Ian Ziering
- Brad Bergeron : Matthew (épisode 1)
- Destiny Millns : Heather (épisode 1)
- Carol Potter (VF : Marion Game) : elle-même (épisode 3)
- Jamie Walters (en) : lui-même (épisode 5)
- Denise Richards (VF : Barbara Delsol) : elle-même (épisode 6)

En hommage à Luke Perry, des images d'archives en tant que Dylan McKay ont été utilisées dans le premier épisode, l'épisode étant lui-même dédié à sa mémoire.

## Production

### Développement
Beverly Hills 90210 s'arrête en 2000, après 10 saisons. Entre 2008 et 2013, la série dérivée 90210 Beverly Hills : Nouvelle Génération est diffusée sur The CW. Jennie Garth y tient un rôle récurrent, Tori Spelling et Shannen Doherty y apparaissent alors que Jason Priestley réalise un épisode.
En décembre 2013, Ian Ziering révèle dans l'émission Oprah: Where Are They Now? d'Oprah Winfrey qu'il a développé un script dans lequel les acteurs de la série se retrouvent pour un dîner dans sa maison. Il évoque alors comme date de diffusion le 2 septembre 2010 (9-2-2010 en anglais, soit le nombre du titre de la série). Cependant, aucune chaîne ne s'intéresse au projet. En août 2016, Ian Ziering révèle que Hulu a exprimé son souhait de produire le retour de la série.
En mars 2018, il est annoncé que les actrices Jennie Garth et Tori Spelling vont collaborer avec CBS Television Studios pour produire 90210, une série dans laquelle les actrices et acteurs interpréteront des « versions exagérées d'eux-mêmes »,. En décembre 2018, Jennie Garth et Tori Spelling proposent donc le projet à plusieurs chaînes et services de streaming. Par ailleurs, les retours de Jason Priestley, Ian Ziering, Gabrielle Carteris et Brian Austin Green sont confirmés, alors que Mike Chessler et Chris Alberghini participent à l'élaboration de la série.
En février 2019, il est révélé que la chaîne Fox, le diffuseur original de la série, devrait diffuser cette nouvelle série, malgré l'intérêt d'ABC, CBS ou encore CBS All Access. Fox annonce ensuite avoir commandé six épisodes.
En avril 2019, le titre de la série est officiellement annoncé : BH90210.
Le 7 novembre 2019, Fox annule la série en raison des faibles audiences.

### Attribution des rôles
La plupart des acteurs principaux revient donc dans cette métafiction dans laquelle ils interprètent leur propre rôle. La série s'inspire de faits réels survenus dans leurs vies depuis l'arrêt de la série télévisée en 2000. En février 2019, Tori Spelling déclare que Luke Perry devrait être présent dans quelques épisodes car il est principalement occupé par son rôle dans Riverdale. Cependant, l'acteur décède en mars 2019.

### Tournage
Le tournage débute à Vancouver en mai 2019. Les scènes se déroulant dans le lycée fictif de West Beverly Hills High School ont lieu au Vancouver Technical Secondary School. Le premier épisode est réalisé par Elizabeth Allen, qui avait déjà œuvré sur 90210 Beverly Hills : Nouvelle Génération.

## Épisodes
1. Le Grand retour (The Reunion)
2. Les Rôles de leur vie (The Pitch)
3. Jamais sans Shannen ! (The Photo Shoot)
4. Réécrire l'histoire (The Table Read)
5. Silence, on tourne ! (Picture's Up)
6. Maintenant ou jamais (The Long Wait)